# Major League Baseball 1885
1885 års säsong av Major League Baseball (MLB) var den tionde i MLB:s historia. MLB bestod under denna säsong av National League (NL), som bestod av åtta klubbar, och American Association (AA), som bestod av åtta klubbar. Mästare i NL blev Chicago White Stockings, som därmed tog sin femte ligatitel. Mästare i AA blev St. Louis Browns, som därmed tog sin första ligatitel.
För andra gången spelades ett slutspel mellan mästarna i NL och AA, ibland kallat "World's Series". Matchserien spelades i bäst av sju matcher och slutade oavgjord, 3–3 i matcher (en match slutade oavgjord). St. Louis Browns hävdade dock att en av Chicago White Stockings vinster inte skulle räknas och att därför St. Louis Browns vann matchserien. Matchserien var mest av uppvisningskaraktär och räknas inte som en officiell World Series av MLB.

## Tabeller

### National League
| Klubb                   | M   | V  | F  | O | V%    | GB | PF  | PM  |
| ----------------------- | --- | -- | -- | - | ----- | -- | --- | --- |
| Chicago White Stockings | 113 | 87 | 25 | 1 | 0,777 | –  | 834 | 470 |
| New York Giants         | 112 | 85 | 27 | 0 | 0,759 | 2  | 691 | 370 |
| Philadelphia Phillies   | 111 | 56 | 54 | 1 | 0,509 | 30 | 513 | 511 |
| Providence Grays        | 110 | 53 | 57 | 0 | 0,482 | 33 | 441 | 531 |
| Boston Beaneaters       | 113 | 46 | 66 | 1 | 0,411 | 41 | 526 | 589 |
| Detroit Wolverines      | 108 | 41 | 67 | 0 | 0,380 | 44 | 516 | 582 |
| Buffalo Bisons          | 112 | 38 | 74 | 0 | 0,339 | 49 | 497 | 761 |
| St. Louis Maroons       | 111 | 36 | 72 | 3 | 0,333 | 49 | 390 | 594 |

### American Association
| Klubb                    | M   | V  | F  | O | V%    | GB   | PF  | PM  |
| ------------------------ | --- | -- | -- | - | ----- | ---- | --- | --- |
| St. Louis Browns         | 112 | 79 | 33 | 0 | 0,705 | –    | 677 | 461 |
| Cincinnati Red Stockings | 112 | 63 | 49 | 0 | 0,563 | 16   | 642 | 576 |
| Pittsburgh Alleghenys    | 111 | 56 | 55 | 0 | 0,505 | 22,5 | 547 | 537 |
| Philadelphia Athletics   | 113 | 55 | 57 | 1 | 0,491 | 24   | 764 | 691 |
| Brooklyn Grays           | 112 | 53 | 59 | 0 | 0,473 | 26   | 624 | 648 |
| Louisville Colonels      | 112 | 53 | 59 | 0 | 0,473 | 26   | 557 | 598 |
| New York Metropolitans   | 108 | 44 | 64 | 0 | 0,407 | 33   | 528 | 686 |
| Baltimore Orioles        | 110 | 41 | 68 | 1 | 0,376 | 36,5 | 542 | 684 |

## World's Series
| 1 | 14 oktober 1885 | Chicago White Stockings | 5 – 5 (8) | St. Louis Browns | Congress Street Grounds                                           |                                                                   |
|   |                 | HR: Pfeffer (1)         | Rapport   |                  | Chicago, IL Publik: Cirka 2 000 Längd: 1:50 Domare: Dave Sullivan | Chicago, IL Publik: Cirka 2 000 Längd: 1:50 Domare: Dave Sullivan |

| 2 | 15 oktober 1885 | St. Louis Browns | 0 – 9 (STL diskv.) | Chicago White Stockings | Sportsman's Park                                        |                                                         |
|   |                 | L: Foutz (0-1)   | Rapport            | W: McCormick (1-0)      | St. Louis, MO Publik: Cirka 2 000 Domare: Dave Sullivan | St. Louis, MO Publik: Cirka 2 000 Domare: Dave Sullivan |

| 3 | 16 oktober 1885 | St. Louis Browns   | 7 – 4   | Chicago White Stockings | Sportsman's Park                                  |                                                   |
|   |                 | W: Caruthers (1-0) | Rapport | L: Clarkson (0-1)       | St. Louis, MO Längd: 1:55 Domare: Harry McCaffrey | St. Louis, MO Längd: 1:55 Domare: Harry McCaffrey |

| 4 | 17 oktober 1885 | St. Louis Browns | 3 – 2   | Chicago White Stockings              | Sportsman's Park                                 |                                                  |
|   |                 | W: Foutz (1-1)   | Rapport | L: McCormick (1-1) HR: Dalrymple (1) | St. Louis, MO Längd: 1:50 Domare: William Medart | St. Louis, MO Längd: 1:50 Domare: William Medart |

| 5 | 22 oktober 1885 | Chicago White Stockings | 9 – 2 (7) | St. Louis Browns | Recreation Park                                                 |                                                                 |
|   |                 | W: Clarkson (1-1)       | Rapport   | L: Foutz (1-2)   | Pittsburgh, PA Publik: Cirka 500 Längd: 1:40 Domare: Kick Kelly | Pittsburgh, PA Publik: Cirka 500 Längd: 1:40 Domare: Kick Kelly |

| 6 | 23 oktober 1885 | Chicago White Stockings | 9 – 2   | St. Louis Browns   | Cincinnati Base Ball Grounds                                      |                                                                   |
|   |                 | W: McCormick (2-1)      | Rapport | L: Caruthers (1-1) | Cincinnati, OH Publik: Cirka 1 500 Längd: 1:50 Domare: Kick Kelly | Cincinnati, OH Publik: Cirka 1 500 Längd: 1:50 Domare: Kick Kelly |

| 7 | 24 oktober 1885 | St. Louis Browns | 13 – 4 (8) | Chicago White Stockings | Cincinnati Base Ball Grounds                                      |                                                                   |
|   |                 | W: Foutz (2-2)   | Rapport    | L: McCormick (2-2)      | Cincinnati, OH Publik: Cirka 1 200 Längd: 1:55 Domare: Kick Kelly | Cincinnati, OH Publik: Cirka 1 200 Längd: 1:55 Domare: Kick Kelly |

## Statistik

### National League

#### Slagmän

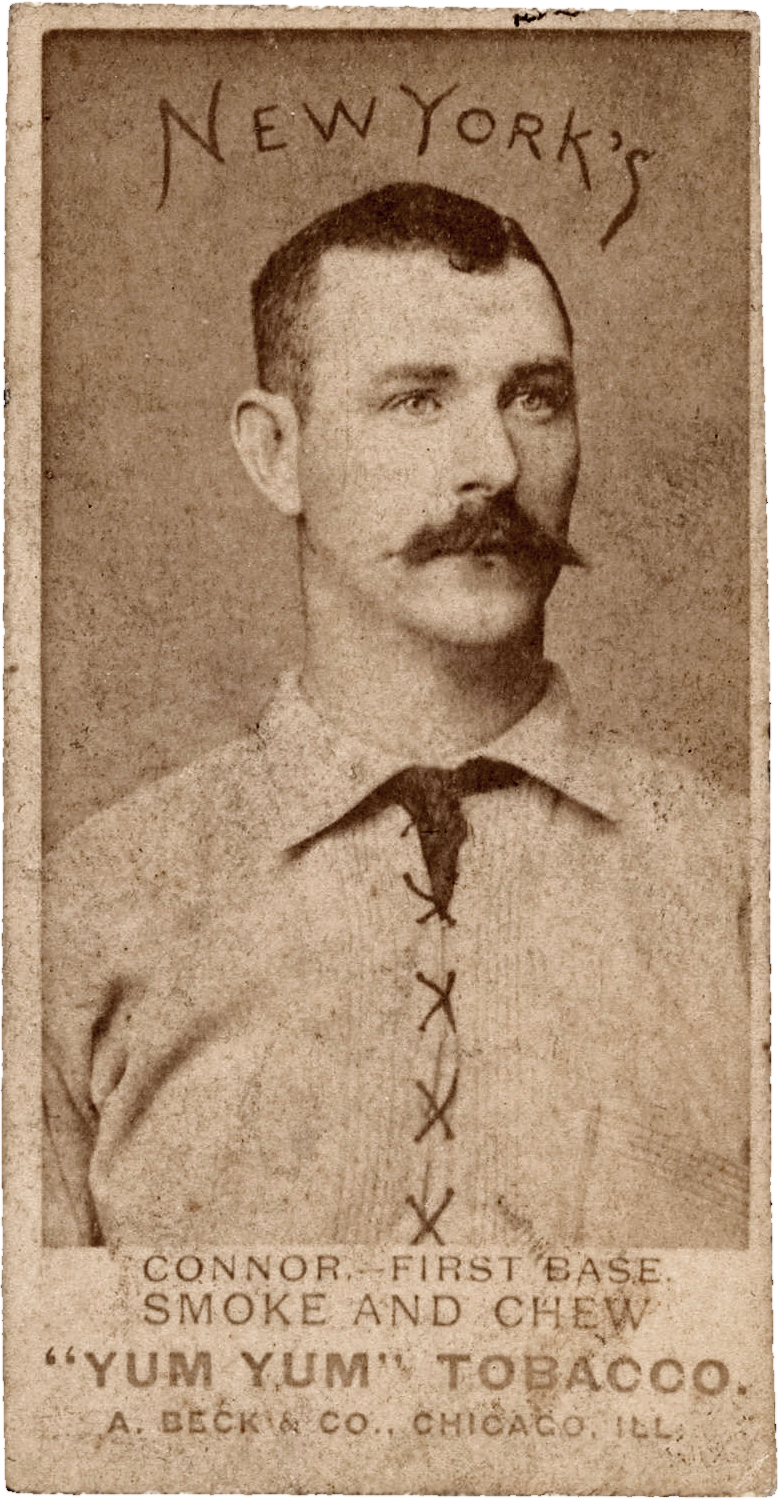
Roger Connor.

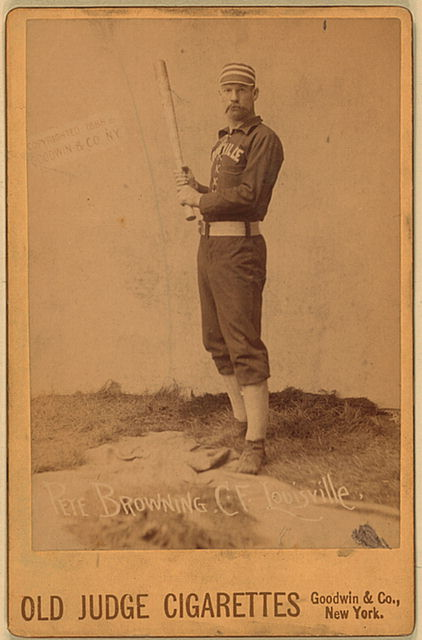
Pete Browning.

Källa: 
| Kategori | Slagman         | Klubb | Värde |
| -------- | --------------- | ----- | ----- |
| AVG      | Roger Connor    | NYG   | 0,371 |
| HR       | Abner Dalrymple | CHI   | 11    |
| RBI      | Cap Anson       | CHI   | 108   |
| R        | King Kelly      | CHI   | 124   |
| H        | Roger Connor    | NYG   | 169   |
| OBP      | Roger Connor    | NYG   | 0,435 |
| SLG      | Dan Brouthers   | BUF   | 0,543 |

#### Pitchers

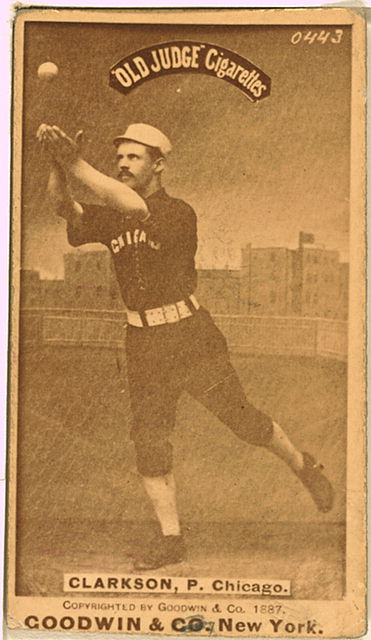
John Clarkson.

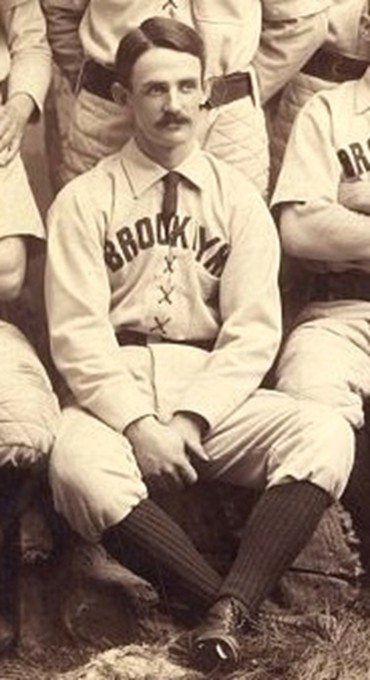
Bob Caruthers.

Källa: 
| Kategori | Pitcher                       | Klubb | Värde |
| -------- | ----------------------------- | ----- | ----- |
| W        | John Clarkson                 | CHI   | 53    |
| ERA      | Tim Keefe                     | NYG   | 1,58  |
| SO       | John Clarkson                 | CHI   | 308   |
| IP       | John Clarkson                 | CHI   | 623,0 |
| CG       | John Clarkson                 | CHI   | 68    |
| SHO      | John Clarkson                 | CHI   | 10    |
| SV       | Fred Pfeffer · Ned Williamson | CHI   | 2     |
| WHIP     | Lady Baldwin                  | DET   | 0,92  |

### American Association

#### Slagmän
Källa: 
| Kategori | Slagman        | Klubb | Värde |
| -------- | -------------- | ----- | ----- |
| AVG      | Pete Browning  | LOU   | 0,362 |
| HR       | Harry Stovey   | PHI   | 13    |
| RBI      | Frank Fennelly | CIN   | 89    |
| R        | Harry Stovey   | PHI   | 130   |
| H        | Pete Browning  | LOU   | 174   |
| OBP      | Pete Browning  | LOU   | 0,393 |
| SLG      | Dave Orr       | NYM   | 0,543 |

#### Pitchers
Källa: 
| Kategori | Pitcher       | Klubb | Värde |
| -------- | ------------- | ----- | ----- |
| W        | Bob Caruthers | STL   | 40    |
| ERA      | Bob Caruthers | STL   | 2,07  |
| SO       | Ed Morris     | PIT   | 298   |
| IP       | Ed Morris     | PIT   | 581,0 |
| CG       | Ed Morris     | PIT   | 63    |
| SHO      | Ed Morris     | PIT   | 7     |
| SV       | Oyster Burns  | BAL   | 3     |
| WHIP     | Ed Morris     | PIT   | 0,96  |